# Zemene Mesafent
Zemene Mesafent (ge'ez: ዘመነ መሳፍንት, ), Ère des Princes (masâfént) ou Temps des Juges, est la période de l'histoire de l’Éthiopie comprise entre 1769 et 1855 pendant laquelle les empereurs « régnaient mais ne gouvernaient pas », car les seigneurs de guerre locaux s’en chargeaient chacun dans ses domaines, tout en tentant de manipuler le pouvoir impérial sans pour autant chercher à le renverser.

## Prologue
Iyasou II d'Éthiopie, fils de Bakaffa né en 1723, accède au trône en 1730 mais la réalité du pouvoir est entre les mains de sa mère l’itege Mentewab (1706-1773) qui met à profit la jeunesse de son fils pour se couronner elle-même impératrice. Elle règne sur le pays de 1730 à 1756 en s’appuyant sur les membres de sa famille contre la noblesse amhara et celle du Tigré, ce que met à profit Za Gheorguis pour tenter une nouvelle fois en vain de faire couronner son candidat Wolde Gheorguis, un frère de Bakaffa.
Après l’échec de Za Gheorguis, d'autres nobles opposés aux parents de l’impératrice tentent de faire couronner le prétendant Atse Hezqeyas et de gouverner à sa place. Ils sont défaits lors d’un sanglant combat à Fenter le 20 janvier 1735.
Afin de maintenir son influence contre la noblesse amhara, la régente pousse son fils Iyasou à épouser en 1740 Ouébi, une fille d’Amitzo de Kawallo du groupe oromo d'Edjaw Toluma. À la mort du negus le  26 juin 1755, l’aîné des fils, né en 1746, qu’il a eu de son épouse Oromo, rebaptisée wezero Walatta Bersabeh (+1756), devient empereur sous le nom de Yoas Ier (1755-1769). Sa mère nomme alors son frère ras Birele enderassie (comme ras) alors que sa grand-mère l’impératrice Mentaweb nomme son propre frère Ras Wolde Leul au même poste. Après la mort de ce dernier elle désigne son autre frère ras Eshte puis enfin son gendre, le mari de sa fille Aster, ras Ya Maryam Bariaw (1764-1768). Le negus le chasse et confirme la position de son oncle maternel, ras Birele.

## Ras Mikael Sehul du Tigré
Pour renforcer son pouvoir et celui de Yoas Ier, l’impératrice Mentawab doit se résoudre à faire appel au dirigeant du Tigré ras Mikael Sehul (1759-1779) qui devient enderassie le 22 janvier 1768. Elle lui fait épouser en 1769 la woizero Aster, fille aînée de son second mariage avec le dejazmach Milmal Iyasou (noyé à Gondar en novembre 1742 sur l’ordre de Iyassou II), un petit-fils de Iyasou Ier d'Éthiopie par sa fille la princesse Walatta Israël. 
Mikael Sehul reste au début loyal vis-à-vis de Yoas Ier, mais ensuite il le déconsidère aux yeux de la population, le détrône, le fait juger et exécuter le 7 mai 1769 en même temps que l’évêque de Gondar, Salama, qui est pendu en habits épiscopaux au seuil de sa résidence.
Ras Mikael Sehul tire alors de sa retraite un dernier fils de Iyasou Ier, qui devient le negus Yohannès II d'Éthiopie (7 mai 1769 au 18 octobre 1769) à l’âge de 70 ans (il est né en 1699). Mais lorsque le nouveau souverain refuse d’accompagner ras Mikaël dans une guerre contre des féodaux révoltés, il est empoisonné par le ras qui couronne à sa place son fils de 15 ans Tekle Haymanot II (18 octobre 1769 au 13 avril 1777). Il devra lutter entre juin et septembre 1770 contre les prétentions de Sousneyos II d'Éthiopie qui se prétend fils illégitime d’Asma Gheorguis Bakaffa.
Ras Goshu de Godjam se lève alors contre l’enderassie. Il s’allie avec ras Fasil du Damot et Wand Bawosen du Bégemeder (Begamder). Ils réussissent à vaincre ras Mikael Sehul définitivement à la bataille de Serbaqoussa en mai 1771. Fait prisonnier, il se retire en 1772 dans le Tigré où il meurt le 23 juin ou en septembre 1779.

## Le désordre
Ras Goshu Wodago, gouverneur de l’Amhara (1767-1771) devient enderassie de (1771-1777). En accord avec son frère le dejazmach Wand Bawosen gouverneur du Bégemeder (1770-1777), il détrône ensuite le jeune empereur, qu’il remplace par Salomon II d'Éthiopie (1777-1779), fils d’abeto Adigo, le fils aîné de Iyasou II et de sa première épouse.  
Ce dernier se fait  moine en 1779 après avoir été détrôné par Wolde Sélassié, ras d’Enderta puis de Tigré, en 1790 (mort 28 mai 1816) et ras Kefla Adyam qui mettent sur le trône le frère de Takla Haïmanot, Tekle Giyorgis Ier. Celui-ci règne 6 fois jusqu'en 1800 !  Second fils de Yohannes II, le nouvel Empereur est déposé dès 1784 par ras Abeto (+1812) en faveur de Iyasou III d'Éthiopie (16 février 1784 au  24 avril 1788), le fils d’Abeto Atzeku second fils de Iyasou II et de sa première épouse avant d’être remplacé par son prédécesseur qui règne de nouveau du 24 avril 1788 au 26 juillet 1789. 
Iyasou III pendant son règne devra faire face à pas moins de trois usurpateurs : Atse Iyasou (1787-1788) Atse Baeda Maryam (II) (1787-1788) et Takla Haïmanot de Gondar (III) (février 1788 à 1789) ! 
Lors de ses multiples efforts pour restaurer sa souveraineté, Takla Gheorguis s'appuie Ali d'Yédjou surnommé Tiliku, est gouverneur de Bégemeder, pour tenir tête aux féodaux[réf. nécessaire].

## Ras Ali d'Yédjou et ses successeurs
En 1786, ras Ali d'Yédjou, qui est un chef oromo du clan d'Yeju ou d'Yédjou, de la famille des Ouarra-Cheik, est nommé bitouadded et enderasse par l’empereur Tekle Giyorgis Ier. Lui et ses descendants : Ras Ali Gaz d'Yédjou, Ras Gougsa Merso d'Yédjou, Ras Imâm d'Yédjou etc.) assument en fait le pouvoir jusqu'en 1855. 
Le pays est alors en proie au désordre. Depuis la mort du negus Yoas Ier d'Éthiopie en 1769, vingt-sept empereurs et prétendants, tous rivaux et dénués de pouvoir, se répartissent entre les provinces chrétiennes du Tigré et du hewa et les principautés musulmanes de l’Est et du Sud. En 1813, le ras du Choa, Sahlé Sellasié, prend même le titre de negus pour marquer son indépendance.
À partir de 1825, le masâfént ras Imân soutient le développement de l’Islam. Le masâfént ras Marié d'Yédjou lui succède en 1828. Il s’allie au puissant dedjach Wube Hayle Maryam, gouverneur du Sémien, contre Sabagaudis qui tient le Tigré. Marié est tué dans la bataille, mais son allié Wube, vainqueur, capture Sabagaudis et son fils  qui sont exécutés. Wube joint le Tigré à ses possessions et transfère sa capitale à Adoua, tandis que les Oromos mettent à la tête du Bégameder ras Dori d'Yédjou, auquel succède presque aussitôt le jeune ras Ali II d'Yédjou. Ce dernier s'éloigne du christianisme, dont le clergé est alors en pleine décadence[réf. nécessaire]. Il institue des pèlerinages sur la tombe de l’imâm Gragne. Mais il s’aliène ainsi la sympathie des Éthiopiens et se retrouve vite dans une situation difficile, aggravée par les guerres continuelles contre le Godjam et le Tigré tenu par Wubié. Désireux de se libérer de la tutelle de sa mère Menen Liben Amadé, il lui fait épouser le negus Yohannès III. La nouvelle reine, accueillie avec ironie par la population de Gondar, se venge des uns et des autres par un dur gouvernement qui accroît un peu plus la décadence de la cité.
Plus tard, Kassa Haïlu, né dans le Qouara (vers 1818-1821), réclame le poste de gouverneur du Qouara que son père occupait à sa naissance. Il est contraint de fuir et devient le chef d’une bande de pillards (shifta) qu’il conduit avec succès contre les Takrouri et les Chanqalla, du côté de Métemma. Son prestige lui permet de gagner la faveur des foules. L’impératrice Menen Liben Amadé envoie contre lui une expédition qui est vaincue, et doit lui céder le gouvernement du Démbéya et lui accorder pour femme Téouabéch, fille du ras Ali II d'Yédjou. En 1838, les Égyptiens font un raid depuis Gallabat et profanent les églises. La population de Gondar est effrayée. Ras Wubié et Kénfou, l’oncle de Kassa, ripostent. Kassa, qui veut chasser les Égyptiens de Métemma, est vaincu. Kénfou a plus de succès. Ras Wubié obtient que la France et la Grande-Bretagne interviennent auprès de Méhémet Ali pour le faire renoncer à toute nouvelle entreprise vers l’Éthiopie.
Kassa, insulté par la reine Ménén à la suite de son échec, est excité à la vengeance par son épouse. Il occupe Gondar en l’absence du ras Ali et fait prisonnière l’impératrice. Il obtient qu’Ali lui reconnaisse la suzeraineté sur les terres de son oncle Kénfou. En 1852, Kassa établi à Gondar, somme Ras Gochou, du Godjam, de lui payer tribut. Ras Gochou, indigné, part en campagne, mais est vaincu et tué près de Gorgora en novembre. Ali est vaincu à son tour et se réfugie dans le Wollo. Kassa obtient l’appui de l’Abouna Salama, le primat de l’Église copte, en échange de l’expulsion des missionnaires catholiques, en particulier des lazaristes français.
En 1855, Kassa fait prisonnier Wubié, gouverneur du Tigré, près de Dérachguié. Dans l’Est, les Wello Oromos sont écrasés. Le Choa est conquis en octobre. Le 5 mai, Kassa, s’appuyant sur l’ancienne prophétie du Fekkaré-Yasous, se fait proclamer negus et prend le nom de Téwodros II (Théodoros II).